# 科托里尼
49°12′31″N 24°23′46″E / 49.20861°N 24.39611°E
科托里尼（烏克蘭語：Которини），是烏克蘭西部的村莊，隸屬利維夫州的斯特雷區。該村面積0.76平方公里，海拔高度302米，2001年人口299，人口密度每平方公里393.42人。